# Jan Smolec
Jan Smolec (* 18. Juni 1997 in Zagreb) ist ein kroatischer Eishockeyspieler, der seit 2019 erneut beim KHL Mladost Zagreb unter Vertrag steht und derzeit mit dem Klub in der kroatischen Eishockeyliga und für den KHL Sisak in der Alps Hockey League spielt.

## Karriere
Jan Smolec begann seine Karriere als Eishockeyspieler im Jugendbereich von KHL Mladost Zagreb, für den er bereits als 16-Jähriger in der kroatischen Eishockeyliga debütierte. Daneben spielte er beim KHL Medveščak Zagreb in der Erste Bank Juniors League und der Erste Bank Young Stars League. Ab 2016 spielte er auch im Erwachsenenbereich für Medveščak und kam neben seinen Einsätzen in der International Hockey League, die er mit dem Klub 2018 gewinnen konnte, und der slowenischen Eishockeyliga auch zu einzelnen Spielen in der Kontinentalen Hockey-Liga und der Österreichischen Eishockey-Liga. Kurz vor den Playoffs 2019 kehrte er zu Mladost Zagreb zurück und wurde mit ihm 2021 kroatischer Meister. Seit 2024 spielt er parallel auch beim KHL Sisak in der Alps Hockey League.

### International
Für Kroatien nahm Smolec im Juniorenbereich an den U18-Weltmeisterschaften 2013, 2014 und 2015 in der Division II sowie den Division-II-Turnieren der U20-Junioren-Weltmeisterschaften 2014, 2015, 2016 und 2017, er zum besten Spieler seiner Mannschaft gewählt wurde, teil.
Sein Debüt in der Herren-Nationalmannschaft der Kroaten gab er bei den Weltmeisterschaften der Division I 2016. Dort spielte er auch bei den Weltmeisterschaften 2017 und 2025. Nach dem Abstieg 2018, als er nicht dabei war, spielte er 2019, 2022 und 2023 in der Division II. Zudem vertrat er seine Farben bei den Qualifikationsturnieren für die Olympischen Winterspiele in Peking 2022 und in Mailand 2026.

## Erfolge und Auszeichnungen
- 2015 Aufstieg in die Division II, Gruppe A, bei der U20-Weltmeisterschaft der Division II, Gruppe B
- 2019 Gewinn der International Hockey League mit dem KHL Medveščak Zagreb
- 2021 Kroatischer Meister mit dem KHL Mladost Zagreb
- 2023 Topscorer der Vorqualifikation für die Olympische Winterspiele 2026, Gruppe M